# Le Haut-Bréda
Le Haut-Bréda es una comuna nueva francesa situada en el departamento de Isère, de la región de Auvernia-Ródano-Alpes.

## Historia
Fue creada el 1 de enero de 2019, en aplicación de una resolución del prefecto de Isère de 18 de diciembre de 2018 con la unión de las comunas de La Ferrière y Pinsot, pasando a estar el ayuntamiento en la antigua comuna de La Ferrière.

## Demografía
Según los datos aportados en la resolución del prefecto de Isère, la comuna se crea con 421 habitantes.

## Composición
| Comuna fusionada | Código INSEE | Población (2016) | Superficie (km²) | Densidad (hab./km²) |
| ---------------- | ------------ | ---------------- | ---------------- | ------------------- |
| La Ferrière      | 38163        | 230              | 54.33            | 4.2                 |
| Pinsot           | 38306        | 173              | 24               | 7.2                 |